# Studberg
Studberg ist ein Ort in Radevormwald im Oberbergischen Kreis im nordrhein-westfälischen Regierungsbezirk Köln in Deutschland.

## Lage und Beschreibung
Studberg liegt im Osten von Radevormwald an der Kreisstraße 10. Die Nachbarorte heißen Winklenburg, Klaukenburg und Eich.
In der Ortschaft vereinigen sich der in die Ennepetalsperre mündende Borbach und ein aus Richtung Klaukenburg ins Tal fließender Siepen.
Studberg gehört zum Radevormwalder Wahlbezirk 180 und zum Stimmbezirk 182.

## Geschichte
1469 wurde der Ort das erste Mal urkundlich erwähnt. „Hz. Gerhard von Jülich-Berg verleiht dem Rutger Haken Mahlzwang über 22 Häuser bei Radevormwald.“ und nennt dabei die Ortsbezeichnung „Studtberge“.